# جايسون ميلر (لاعب كرة قاعدة)
جايسون ميلر (بالإنجليزية: Jason Miller)‏ هو لاعب كرة قاعدة أمريكي، ولد في 20 يوليو 1982 في ساراسوتا في الولايات المتحدة.

## وصلات خارجية
- جايسون ميلر على موقع دوري كرة القاعدة الرئيسي (الإنجليزية)
- جايسون ميلر على موقعبيزبول رفرنس.كوم (الدوري الرئيسي) (الإنجليزية)
- جايسون ميلر على موقع إي إس بي إن.كوم (أم.أل.بي) (الإنجليزية)
- جايسون ميلر على موقع مشجعي الرسوم البيانية (الإنجليزية)